# Позов про невиконання зобов'язань
По́зов про невикона́ння зобов'я́зань (англ. Actions for failure to fulfil obligations; фр. Recours en manquement) — процедура відповідно до законодавства Європейського Союзу, визначена в статтях 258, 259 і 260 Договору про функціонування Європейського Союзу (Лісабонський договір). Він подається до Суду Європейського Союзу проти держави-члена, звинуваченої у невиконанні своїх зобов’язань, що випливають з Договорів або вторинного законодавства Союзу.

## Зацікавлені сторони
Європейська комісія, як і будь-яка держава-член, імовірно, подасть такий тип апеляції, але на практиці втручається переважно Комісія, «охоронець договорів». У рамках цієї процедури також вимагається подати обґрунтований висновок (навіть якщо це не заявник), вказавши, в чому полягають недоліки оскаржуваної держави, і які заходи слід вжити для вирішення цієї проблеми. Якщо ці дві умови не виконуються, апеляція не приймається. Якщо цей висновок не було надано протягом трьох місяців після подання заяви державою-членом (стаття 259 ДФЄС, параграф 4), така відсутність висновку з боку Комісії не перешкоджає одній із держав-членів подати позов про бездіяльність.

## Терміни
Якщо порушення буде встановлено Судом, відповідна держава зобов’язана вжити відповідних заходів для його усунення. : з моменту прийняття Договору про Європейський Союз у Маастрихті суддя Союзу може накласти штраф на непокірну державу, якщо остання, після винесення проти неї судового рішення за невиконання зобов’язань, не виконує своїх зобов’язань за договорами. Однак слід зазначити, що Суд ЄС не має засобів видати судову заборону на скасування положень національного законодавства, які суперечать Договорам. : це завдання покладається на державу-порушницю (Комісія вимагала включити цю можливість в договори ще в 1975 році, але так і не було виконано).

## Виправдувальні причини дефолту
Держава, яка не виконала своїх зобов’язань за Договором, може у виняткових випадках подати заяву про форс-мажорні обставини, які перешкодили цьому виконанню, але Суд ЄС залишається дуже вимогливим до цього пункту. У рішенні 1985 року «Комісія проти Італії, суд визнав, що обставини, про які йде мова, а саме напад на адміністративну будівлю, недостатні для виправдання постійного характеру бездіяльности. Крім того, у рішенні 1987 року у справі «Комісія проти Греції», Суд вважав, що обставини, пов’язані із загальним страйком, оголошеним заздалегідь, були передбачуваними. Таким чином, відповідна держава-член повинна буде стверджувати, що виконати вимогу було абсолютно неможливо.

## Функціонування

### Порядок подання позову
Позов можна подати електронною поштою або поштою, використовуючи онлайн-форму, яка допоможе структурувати позов. Цю форму також можна заповнити безпосередньо онлайн. Європейська комісія підтверджує отримання скарги протягом 15 робочих днів і розглядає скаргу протягом наступних 12 місяців. Залежно від складности позову може знадобитися додатковий час. Позивач може вимагати під час подання про нерозголошення його особи.

### Обмеження повноважень Суду
Надання СЄС повноважень скасовувати національні положення зробило б його де-факто федеральним юрисдикцією, здатною замінити держави-члени, можливість, яку останнім було б важко передбачити. З іншого боку, правова система Союзу відповідає інтегрованій, а не накладеній системі, у якій національні суди несуть відповідальність за застосування законодавства Союзу і не підпорядковані безпосередньо Суду.

## Наслідки
Окрім застосування законодавства Спільноти державою, визнаною винною в недотриманні Договорів, застосування позову про невиконання зобов’язань мало вплив на функціонування Союзу та застосування його права.

### Право Спільноти
Процедура порушення іноді може мати наслідки для законодавства Союзу: саме після того, як держави-члени були неодноразово засуджені за невиконання статті 49 ДЄС щодо вільного руху послуг, Комісія запропонувала проєкт Директиви про послуги на внутрішньому ринку (більш відома як Директива Болкештейна).

### Юриспруденція
12 липня 2005 року Суд ЄС зобов'язав Францію (справа «Комісія проти Французької Республіки», C-304/02) сплатити на рахунок «власних ресурсів» Європейської Спільноти штраф у розмірі €57,761,250 за кожний шестимісячний період з дати винесення рішення, в якому не були дотримані правила щодо розміру вилову хека. Франція також була оштрафована на суму 20 000 000 євро. Це найвищий штраф, коли-небудь накладений на державу-члена ЄС. Порушення було виявлено ще в 1991 році.